# Cuniberto (nome)
Cuniberto  è un nome proprio di persona italiano maschile.

## Varianti
- Maschili: Cuniperto

### Varianti in altre lingue
- Germanico: Kunibert[1]
- Polacco: Kunibert
- Svedese: Kunibert
- Tedesco: Kunibert[1]

## Origine e diffusione
È giunto in italiano medievale tramite il latino Cunipertus, derivato dal nome germanico Kunibert, composto dalle radici kuni ("clan", "famiglia", da cui anche Cunegonda) oppure kuhn ("valoroso") e beraht ("brillante", "illustre"); il significato può quindi essere "illustre e coraggioso", oppure "uomo di nobile stirpe", o ancora "chiaro per ardimento".
Il nome Kuno può in alcuni casi rappresentare un diminutivo di Cuniberto.

## Onomastico
L'onomastico si festeggia il 12 novembre, in memoria di san Cuniberto, vescovo di Colonia; lo stesso giorno si ricorda anche il re longobardo Cuniperto, figlio di Pertarito.

## Persone
- Cuniberto, vescovo italiano
- Cuniberto di Colonia, vescovo e santo tedesco
- Cuniberto di Bobbio (o Cuniperto), santo monaco dell'Abbazia di San Colombano di Bobbio

### Variante Cuniperto
- Cuniperto, re dei Longobardi